# Emmanuel Hublot
Pour les articles homonymes, voir Hublot (homonymie).
Emmanuel Hublot, né le 13 février 1911 à Verdun et mort le 1er février 2003 à Paris 5e, est un général français. Emmanuel Hublot a choisi la carrière des armes à sa sortie de l'École polytechnique. Il a servi en France, en Allemagne, en Indochine, aux États-Unis et en Algérie. Il a commandé la 3e division de l’Armée française à Fribourg, le 1er corps d’armée et la Ire armée française.  Il a ensuite été quatre ans conseiller d’État en service extraordinaire.

## Biographie
Emmanuel Alix Ernest Hublot, né à Verdun en 1911, est le fils d'un officier du génie, Henri Hublot et de Christine Ramus. Il suit des études au Lycée Carnot (Paris) puis Saint Louis. Il est reçu à l'École polytechnique en 1930,.
Sous-lieutenant à sa sortie de Polytechnique en 1932, il poursuit sa formation militaire à l'École militaire et d'application du génie de Versailles avant de rejoindre à Metz le 2e régiment du génie. Promu lieutenant en 1934 puis capitaine en 1938, il participe au début de la Seconde Guerre mondiale à la tête d'une compagnie du génie organique du 21e corps d'armée, combattant dans les Ardennes et au sud de la Lorraine, jusqu'à être fait prisonnier par l’armée allemande le 15 juin 1940 lors d'une mission nocturne. Il passe le reste de la guerre en captivité.
Nommé commandant en 1945, il devient en 1947 directeur du service du génie à Tourane en Indochine. En janvier 1949 il se fait remarquer lors d'une attaque ennemie, prenant la direction de la défense. Il termine son séjour en Indochine en tant que commandant du secteur de Quang Nam. Sa conduite lui a valu deux citations. Il est promu lieutenant-colonel en 1951.
Il est ensuite successivement stagiaire à l'École supérieure de guerre, puis affecté au 3e bureau opérations de l'état-major de l'armée, membre de la délégation française au Groupe permanent du Pacte atlantique (NATO Standing Group) à Washington, colonel en 1955, commandant en second de l'École polytechnique de 1957 à 1959. Il est ensuite envoyé en Algérie où il commande le secteur de Duperré, avant d’être nommé chef d'état-major du commandant en chef en Algérie (Charles Ailleret).
Général de brigade en 1961, il est sous-chef de l'état-major des armées en 1962. 
A compter du 1er janvier 1963 le général Hublot prend les fonctions de chef de la division renseignements de l'Etat-major des armées. Il assure en outre la coordination des questions relatives aux relations internationales et aux relations interalliées dans le cadre de ces fonctions. Et est en fonction à Washington en 1964 et 1965.  
Promu général de division en 1964, il prend à Fribourg le commandement de la 3e division. Général de corps d'armée en 1967, il prend la tête du 1er corps d'armée, à Nancy. Enfin, nommé général d'armée en 1969, il commande la 1re armée qui vient d'être recréée à Strasbourg, en même temps qu'il est gouverneur militaire de Strasbourg et membre du Conseil supérieur de la guerre.
Atteint par la limite d’âge le 13 février 1972, il est alors nommé conseiller d'État en service extraordinaire. Il préside ensuite une association de reclassement des militaires. S'adonnant aussi à des études historiques, il écrit Valmy, ou la défense de la nation par les armes et reçoit pour ce livre le prix Vauban ; François Valentin en publie une recension dénotant le large intérêt de ce livre,.
Mort à Paris en 2003, il repose au cimetière de Ramerupt (Aube).

## Distinctions

### Décorations
|  |  |  |  |  |

- Rubans aux couleurs des décorations françaises plus certaines décorations étrangères

### Intitulés des décorations françaises
|  | - Grand officier de la Légion d'honneur - Croix de guerre 1939-1945 - Croix de guerre des Théâtres d'opérations extérieurs - Croix de la Valeur militaire |

### Intitulés des décorations étrangères
- Commander of the Legion of Merit (États-Unis)
- Gran Cruz del Merito Militar (Espagne)

## Œuvres
- Valmy ou La Défense de la nation par les armes, Fondation pour les études de défense nationale, La Documentation française, 1987, 478 p. – Reçoit le prix Vauban.